# Cẩm Giàng (huyện)
Cẩm Giàng (錦江) là một huyện cũ thuộc tỉnh Hải Dương, Việt Nam.

## Địa lý
Huyện Cẩm Giàng nằm ở phía tây của tỉnh Hải Dương, nằm cách thành phố Hải Dương khoảng 7 km, cách trung tâm thủ đô Hà Nội khoảng 48 km, có vị trí địa lý:
- Phía đông giáp thành phố Hải Dương và huyện Nam Sách
- Phía tây giáp thị xã Mỹ Hào và huyện Văn Lâm, tỉnh Hưng Yên và thị xã Thuận Thành, tỉnh Bắc Ninh
- Phía nam giáp huyện Bình Giang và huyện Gia Lộc
- Phía bắc giáp huyện Lương Tài, tỉnh Bắc Ninh.

## Hành chính
Huyện Cẩm Giàng có 15 đơn vị hành chính cấp xã trực thuộc, bao gồm 2 thị trấn: Lai Cách (huyện lỵ), Cẩm Giang và 13 xã: Cẩm Đoài, Cẩm Đông, Cẩm Hoàng, Cẩm Hưng, Cẩm Văn, Cẩm Vũ, Cao An, Định Sơn, Đức Chính, Lương Điền, Ngọc Liên, Phúc Điền, Tân Trường.

## Lịch sử
Cẩm Giàng là một trong những huyện lâu đời nhất của tỉnh Hải Dương. Ban đầu tên của huyện vốn là Cẩm Giang, sau lại kiêng húy của Uy Nam vương Trịnh Giang nên đọc chệch âm là Cẩm Giàng.
Năm 1968, tỉnh Hải Dương sáp nhập với tỉnh Hưng Yên thành tỉnh Hải Hưng, huyện Cẩm Giàng thuộc tỉnh Hải Hưng.
Ngày 11 tháng 3 năm 1974, giải thể xã Cẩm Sơn cũ (nằm ngoài đê sông Thái Bình), địa bàn sáp nhập vào xã Thái Tân (huyện Nam Sách) và hai xã Đức Chính, Cẩm Vân (huyện Cẩm Giàng); thành lập xã Cẩm Sơn mới (nằm trong đê) trên cơ sở một phần diện tích và dân số của các xã Cẩm Hoàng, Cẩm Định, Kim Giang, Tân Trường, Thạch Lỗi.
Ngày 11 tháng 3 năm 1977, huyện Cẩm Giàng sáp nhập với huyện Bình Giang thành huyện Cẩm Bình.
Ngày 6 tháng 11 năm 1996, huyện Cẩm Bình thuộc tỉnh Hải Dương vừa được tái lập.
Ngày 17 tháng 2 năm 1997, huyện Cẩm Giàng được tái lập từ huyện Cẩm Bình cũ. Khi mới tách ra, huyện Cẩm Giàng có thị trấn Cẩm Giàng và 18 xã: Cẩm Điền, Cẩm Định, Cẩm Đoài, Cẩm Đông, Cẩm Hoàng, Cẩm Hưng, Cẩm Phúc, Cẩm Sơn, Cẩm Văn, Cẩm Vũ, Cao An, Đức Chính, Kim Giang, Lai Cách, Lương Điền, Ngọc Liên, Tân Trường, Thạch Lỗi. Tuy nhiên, thị trấn Cẩm Giàng không phải là huyện lỵ huyện Cẩm Giàng, các cơ quan hành chính huyện đóng tại xã Lai Cách.
Ngày 24 tháng 9 năm 1998, thành lập thị trấn Lai Cách - thị trấn huyện lị huyện Cẩm Giàng - trên cơ sở toàn bộ diện tích tự nhiên và dân số của xã Lai Cách.
Ngày 16 tháng 10 năm 2019, Ủy ban Thường vụ Quốc hội ban hành Nghị quyết số 788/NQ-UBTVQH14 về việc sắp xếp các đơn vị hành chính cấp huyện, cấp xã thuộc tỉnh Hải Dương giai đoạn 2019–2021 (nghị quyết có hiệu lực từ ngày 1 tháng 12 năm 2019). Theo đó:
- Hợp nhất xã Kim Giang và thị trấn Cẩm Giàng thành thị trấn Cẩm Giang
- Hợp nhất hai xã Cẩm Định và Cẩm Sơn thành xã Định Sơn.

Ngày 24 tháng 10 năm 2024, Ủy ban Thường vụ Quốc hội ban hành Nghị quyết số 1250/NQ-UBTVQH15 về việc sắp xếp đơn vị hành chính cấp xã của tỉnh Hải Dương giai đoạn 2023 – 2025 (nghị quyết có hiệu lực từ ngày 1 tháng 12 năm 2024). Theo đó:
- Sáp nhập xã Thạch Lỗi vào thị trấn Cẩm Giang.
- Thành lập xã xã Phúc Điền trên cơ sở xã Cẩm Phúc và xã Cẩm Điền .

Huyện Cẩm Giàng có 2 thị trấn và 13 xã như hiện nay.

## Kinh tế
Huyện Cẩm Giàng có vị trí địa lý, giao thông thuận lợi (quốc lộ 5A và đường sắt Hà Nội - Hải Phòng chạy qua) để phát triển kinh tế. Có tiềm năng phát triển nông nghiệp với nhiều nông sản (lúa đặc sản, hành tây, dưa chuột, cà rốt, ớt, cà chua...). Huyện có các khu công nghiệp như: Phúc Điền, Tân Trường, Đại An và có một số nhà máy lớn như Công ty giày Cẩm Bình, Nhà máy lắp ráp ôtô Ford, Công ty may Venture, Công ty chế biến rau quả thực phẩm Vạn Đắc Phúc,...
Nghề truyền thống: chạm khắc gỗ mỹ nghệ Đông Giao, rượu Phú Lộc, giết mổ trâu bò Văn Thai, xay xát gạo,...
Hiện nay huyện Cẩm Giàng đang triển khai đầu tư xây dựng khu đô thị TNR Star Tân Trường nằm trên địa bàn xã Tân Trường.
Cẩm Giàng là huyện có nhiều lợi thế để phát triển với vị trí chỉ cách thủ đô hơn 20 km.

### Làng nghề
Các làng nghề, làng có nghề, công việc, nghề phụ tại các địa phương trong huyện như:
- Nghề nấu rượu ở thôn Phú Lộc (Cẩm Vũ)
- Giết mổ gia súc ở Văn Thai (Cẩm Văn)
- Làng mộc chạm khắc Bến Đông Giao (Lương Điền)
- Làm bột lọc ở thôn Quý Dương (Tân Trường)
- Trồng và muối dưa kiệu (Ngọc Liên)
- Nghề mộc, chạm khắc Ngọc Quyết (Ngọc Liên)
- Nghề làm nón ở thôn Nghĩa Phú (Cẩm Vũ)
- Một số làm nghề sắt vụn ở Tràng Kênh (thị trấn Cẩm Giang)
- Nghề mộc, chạm khắc ở Đông Giao (Lương Điền)
- Nghề mộc ở thôn Lê Xá (Phúc Điền)
- Cà rốt (Đức Chính)
- Thợ mộc.

## Văn hóa
Cẩm Giàng có nhiều di tích về lịch sử, văn hóa, nghệ thuật có giá trị quý theo dòng thời gian. Huyện có tới 2 di tích cấp quốc gia đặc biệt là Văn miếu Mao Điền, cụm di tích đền Xưa - đền Bia - chùa Giám. Tiêu biểu một số di tích:
- Văn miếu Mao Điền ở xã Phúc Điền là một trong những văn miếu đầu tiên của Việt Nam.
- Đền Bia ở xã Cẩm Văn là một di tích thờ Đại danh y thiền sư Tuệ Tĩnh nổi tiếng.
- Đền Xưa ở xã Cẩm Vũ thờ danh y Tuệ Tĩnh.
- Chùa Giám ở xã Định Sơn được xây dựng vào thời Hậu Lê, là nơi danh y Tuệ Tĩnh sống và nghiên cứu về y dược.
- Đình Hộ Vệ là di tích lịch sử văn hóa lâu đời trên địa bàn xã Cẩm Hưng. Đình Hộ Vệ thờ tướng nhà Đinh có tên là Đinh Hùng Lực, người có công theo giúp Vua Đinh Tiên Hoàng đánh dẹp loạn mười hai sứ quân.
- Đình Thạch Lỗi là một di tích thờ tướng quân Lý Quốc Bảo - một vị tướng ở thời Tiền Lý.

## Giao thông
Cẩm Giàng nằm ở gần giữa hai thành phố là Hà Nội và Hải Phòng có hệ thống giao thông khá thuận lợi. Huyện lỵ cách trung tâm thành phố Hà Nội 48 km về phía đông và cách trung tâm thành phố Hải Dương 7 km về phía tây theo quốc lộ 5A. Một số đường giao thông chính:
- Đường bộ: Quốc lộ 5 (qua các xã, thị trấn Phúc Điền, Tân Trường, Lai Cách và đi qua các khu dân cư chính như Mao, Ghẽ, Lai Cách), tuyến đường đi qua huyện có cầu Ghẽ là cây cầu vượt sông tại lý trình km39 + 831; Quốc lộ 38 (qua các xã Cẩm Hưng, Ngọc Liên, Lương Điền). Ngoài ra còn có các trục đường tỉnh, huyện lộ như: 394, 394B, 394C, 5B,...
- Đường sắt: Tuyến đường sắt Hà Nội - Hải Phòng chạy qua với ga Cẩm Giàng và ga Cao Xá.
- Đường sông: một phần hữu ngạn sông Thái Bình thuộc các xã Cẩm Văn, Đức Chính.